# Angelababy
Angela Yeung mais conhecida como Angelababy (Xangai, 28 de fevereiro de 1989) é uma modelo, atriz e cantora honconguesa nascida na República Popular da China. Seu nome artístico é uma combinação do nome inglês "Angela" e do seu apelido "Baby". Angelababy tem em seu currículo 27 filmes, além de vários papéis na TV. Seu nome é sinônimo de fama e estrelato para o povo chinês, sendo a superstar mais popular da China.

## Infância
Angela nasceu em Xangai em 28 de fevereiro de 1989 e mudou-se para Hong Kong quando tinha 13 anos. Sua avó paterna era alemã. Seu pai é de ascendência chinesa e alemã e sua mãe é chinesa. Seu nome de nascimento é "Yang Ying" (Cantonês: Yeung Wing). Ela é fluente em mandarim, cantonês e no inglês básico.
Apesar de seu nome em Inglês ser "Angela", ela foi diversas vezes chamada de "baby" durante seus anos no colegial. Quando começou sua carreira como modelo, Angela combinou estes dois nomes e adotou o nome artístico "Angelababy". Formou-se pela Faculdade de Notre Dame em Hong Kong.
Seu interesse pela moda surgiu quando ainda era criança. Ela disse: "Meu pai gerencia uma empresa de moda em Xangai. Ele vendia roupas adultas, e mesmo assim eu adorava ir à sua loja e testar roupas novas, eu misturava e as combinava. Foi divertido. Eu acho que é assim que eu desenvolvi minha paixão pela moda."

## Carreira
Angela foi contratada pela primeira vez como modelo pela agência Style International Management, quando tinha 14 anos.
Ela estrelou o web drama japonês Tweet Love Story em julho de 2010. A base do drama é a participação do público via Twitter; os tweets selecionados com a hashtag #tweetlovestory completaria as linhas que ainda faltava faladas por Yeung.
Em maio de 2012 ela assinou um contrato com o Grupo Avex para as atividades no Japão. A partir daí, ela começou a estudar o japonês.
Em 2014, ela fez um comercial do Hotel Shilla's Duty Free Shop, que é uma empresa afiliada da Grupo Samsung em Seul, na Coreia do Sul.
Em 2015 foi embaixadora do telefone Meitu, na China.

### Casamento
Em 8 de outubro de 2015, Angelababy casou-se com Huang Xiaoming em uma cerimônia que foi acompanhada ao vivo pela TV de todo o mundo, se tornando um reality show internacional. A cerimônia custou   €27 milhões ou R$ 118 milhões de reais, praticamente o dobro do que foi gasto por  Kim Kardashian e Kanye West em sua cerimônia. A cerimônia foi considerada o "casamento do ano" na China.

## Filmografia

### Filmes
| Ano  | Título                                      | Título Chinês    | Papel                        | Notas            |
| ---- | ------------------------------------------- | ---------------- | ---------------------------- | ---------------- |
| 2007 | Trivial Matters                             | 破事兒           | Tak Nga                      |                  |
| 2009 | Short of Love                               | 矮仔多情         | Angel                        |                  |
| 2010 | All's Well, Ends Well 2010                  | 花田囍事2010     | Princesa Pearl de Flowerland |                  |
| 2010 | Hot Summer Days                             | 全城熱戀熱辣辣   | Xiao Qi                      |                  |
| 2011 | All's Well, Ends Well 2011                  | 最強囍事         | Better                       |                  |
| 2011 | Tangled                                     | 魔髮奇緣         | Rapunzel (voz)               | Versão cantonesa |
| 2011 | The Founding of a Party                     | 建黨偉業         | Xiao Fengxian                |                  |
| 2011 | Love in Space                               | 全球熱戀         | Huang Mudan                  |                  |
| 2011 | A Simple Life                               | 桃姐             | Herself                      |                  |
| 2011 | Love You You                                | 夏日樂悠悠       | Xia Mi                       |                  |
| 2012 | Operação Resgate: Contagem Regressiva       | 痞子英雄         | Fan Ning                     |                  |
| 2012 | The First Time                              | 第一次           | Sonq Shiqiao                 |                  |
| 2012 | Tai Chi 0                                   | 太極之零開始     | Chen Yuniang                 |                  |
| 2012 | Tai Chi Hero                                | 太極２ 英雄崛起  | Chen Yuniang                 |                  |
| 2013 | Together                                    | 在一起           | Lin Shengnan                 |                  |
| 2013 | Crimes of Passion                           | 一場風花雪月的事 | Yue Yue                      |                  |
| 2013 | Young Detective Dee: Rise of the Sea Dragon | 狄仁杰之神都龍王 | Yin Ruiji                    |                  |
| 2014 | Temporary Family                            | 失戀急讓         | Lui Yuen-ping                |                  |
| 2014 | Rise of the Legend                          | 黃飛鴻之英雄有夢 | Xiao Hua                     |                  |
| 2014 | Love on the Cloud                           | 微愛之漸入佳境   | Chen Xi                      |                  |
| 2015 | Running Man                                 | 奔跑吧！兄弟     | Herself                      |                  |
| 2015 | You Are My Sunshine                         | 何以笙簫默       | He Yimei                     |                  |
| 2015 | Bride Wars                                  | 新娘大作戰       | He Jing                      |                  |
| 2015 | Hitman: Agent 47                            | 代號47           | Diana Burnwood               |                  |
| 2015 | The Ghouls                                  | 鬼吹燈之尋龍訣   | Ding Sitian                  |                  |
| 2016 | Independence Day: Resurgence                | 天煞—地球反擊戰2 | Rain                         |                  |
| 2016 | Love 020                                    | 微微一笑很倾城   | Bei weiwei                   |                  |

### Televisão
| Ano       | Título            | Título Chinês    | Papel     | Notas      |
| --------- | ----------------- | ---------------- | --------- | ---------- |
| 2014      | Chef Nic          | 十二道鋒味       | Herself   | Variedades |
| 2014–2015 | Hurry Up, Brother | 奔跑吧兄弟       | Herself   | Variedades |
| 2015      | Cloud in the Song | 大漢情緣之雲中歌 | Huo Yunge | [ 5 ]      |

## Discografia

### Singles
- 2010: Beauty Survivor
- 2011: Love Never Stops
- 2011: Everyday's A Beautiful Story
- 2012: Can We Smile Together[6]

### Álbuns de compilação
- 2011: m-flo TRIBUTE  - entre o futuro e o passado -  (A canção "Tripod Baby" está incluída)